# Maureen Forrester

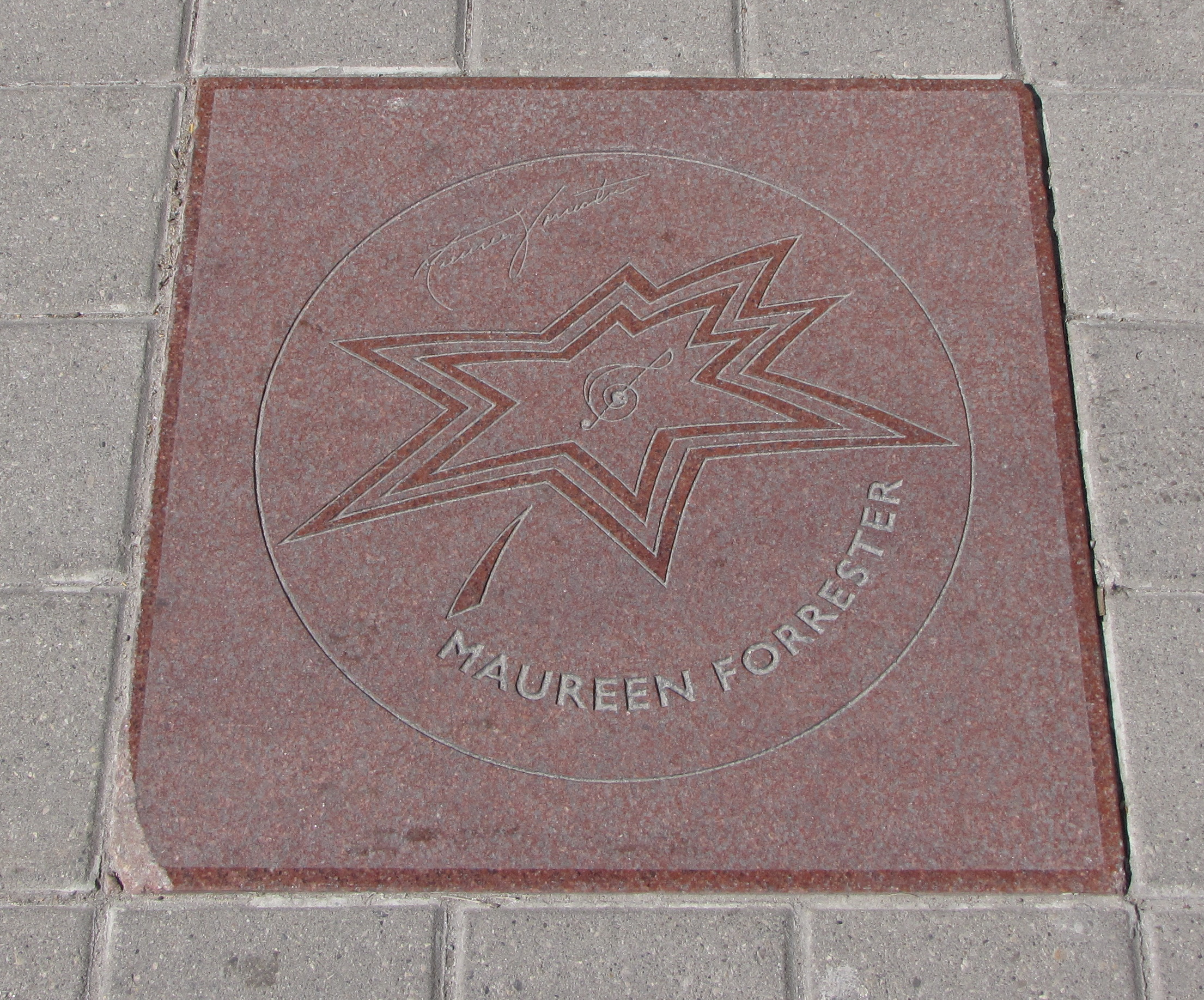
Estrella de Maureen Forrester en el Paseo de la Fama del Canadá.

Maureen Kathleen Stewart Forrester conocida como Maureen Forrester, (Montreal, Quebec, 25 de julio de 1930 - Toronto, Ontario, 16 de junio de 2010, Fue una contralto  quebequesa, una de las escasas contraltos del siglo XX. especialmente recitalista y particularmente reconocida como intérprete de Mahler y Brahms. 
Maureen Forrester forma parte del selecto grupo de excepcionales cantantes líricos emergidos del Canadá: Jon Vickers, Léopold Simoneau, Teresa Stratas, Gerald Finley, Richard Margison, Ben Heppner, Isabel Bayrakdarian, Michael Schade, Adrianne Pieczonka y la joven contralto Marie Nicole Lemieux, considerada como su posible sucesora. Las auténticas contraltos como ella o sus antecesoras Marian Anderson y Kathleen Ferrier son cantantes de voz oscura y registro corto, difíciles de encontrar, ideales para obras serias y religiosas.

## Biografía

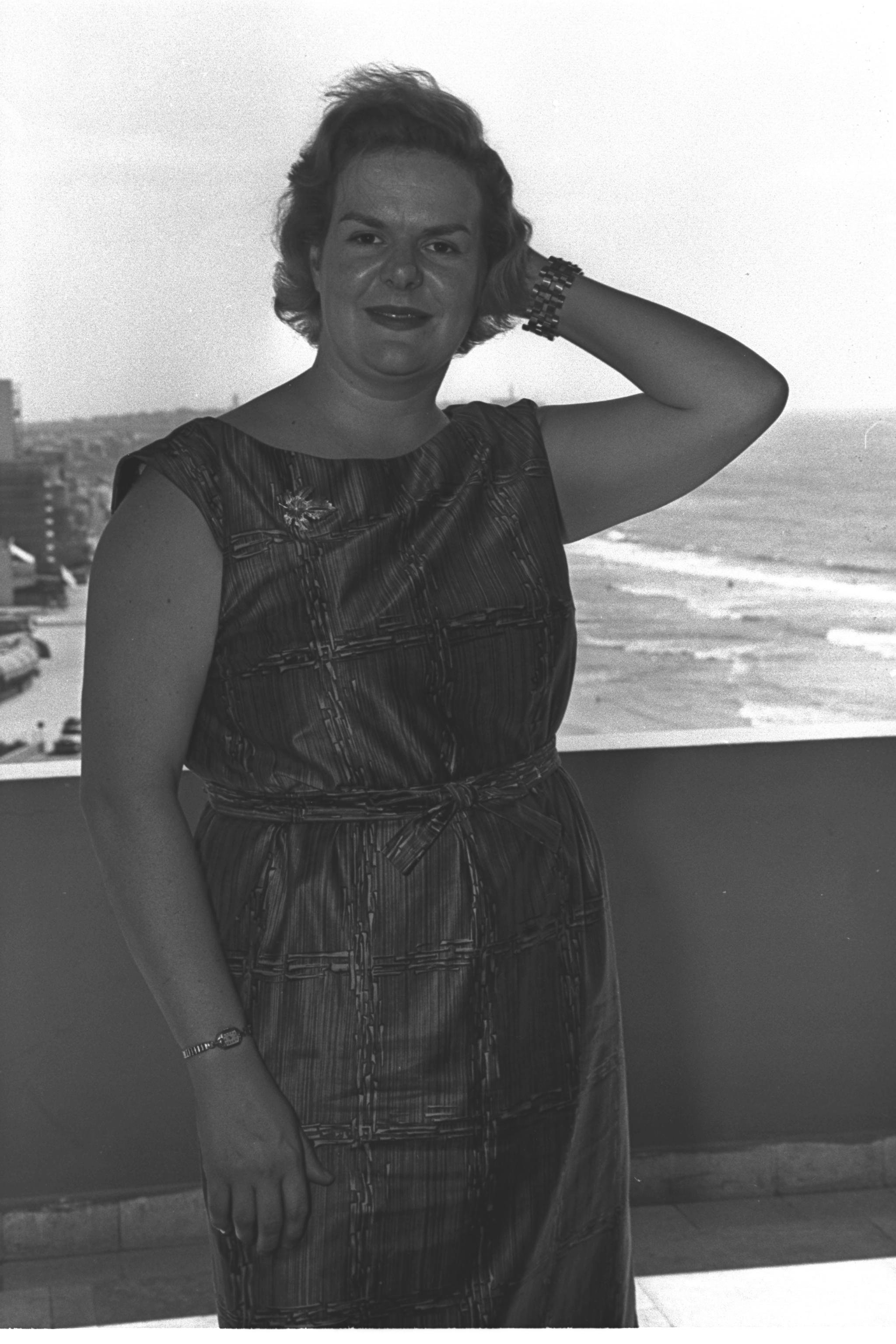
Maureen Forrester en Tel Aviv, Israel en 1961.

Nació en Montreal en una familia de cuatro hermanos de los cuales era la mayor. Maureen Forrester estudió piano desde la infancia. A los 13 años tuvo que dejar la escuela para trabajar en la compañía Bell Telephone. Cuando su hermano regresó a su casa después de la guerra, la convenció para tomar lecciones de canto. s lecciones de canto con Sally Martin y Bernard Diamant. Debutó profesionalmente en 1951 con la Coral Elgar de Montreal.
Casada con el director de orquesta Eugene Kash  tuvo cinco hijos, dos de ellos son los actores Linda Kash y Daniel Kash Maureen Forrester murió de complicaciones debidas al mal de Alzheimer el 16 de junio de 2010, a los 79 años, en Toronto, Ontario.

## Carrera profesional
En 1953 ofreció su primer recital en la YWCA acompañada por el pianista John Newmark lo cual marcó el inicio de una colaboración de por vida. Ese mismo año debutó en la ópera interpretando en el papel principal de la modista de Louise, de Gustave Charpentier. y en diciembre cantó la novena sinfonía de Beethoven con la Orquesta Sinfónica de Montreal bajo la dirección de Otto Klemperer.
En febrero de 1955 debutó en París, con un recital en la Salle Gaveau. Pese a ser de ascendencia irlandesa (por parte de madre) y escocesa (por parte de padre) Forrester hablaba bastante bien en francés ya que había pasado su infancia en un entorno francófono de Montreal. La gira europea que posteriormente organizó la asociación Juventudes Musicales de Francia, la dio a conocer en Francia y en los países vecinos. Forrester y Newmark dieron un concierto por primera vez en Cataluña a finales de febrero de 1955, en el Casal del Médico de Barcelona.
Después de un concierto en el Town Hall de Nueva York, apareció el 12 de noviembre de 1956 en el Carnegie Hall, en la Sinfonía n.º 2 de Gustav Mahler, dirigida por Bruno Walter. Este director buscaba alguien que sustituyera en este repertorio a la contralto inglesa Kathleen Ferrier, fallecida en 1953. La encontró en Forrester, cuya perfecta dicción alemana y timbre oscuro se adaptaban perfectamente a la música vocal de Brahms y Mahler.
Esta actuación causó sensación e impulsó su carrera internacional. Posteriormente actuó con las orquestas sinfónicas de Boston y Filadelfia y después viajó a Europa para perfeccionar sus habilidades en Alemania con Michael Raucheisen. Actuó asimismo en los Países Bajos, Bélgica, Austria, Francia, Inglaterra, España, etc., interpretando obras de Mahler, Brahms, Schumann, Strauss y Elgar.
Fue pionera en la difusión de la obra vocal de Bach y Händel. Formó parte del entonces conocido grupo Bach Aria entre 1965 y 1974. Su interpretación de Cornelia en Giulio Cesare en Nueva York junto a Beverly Sills fue muy elogiada. Debutó en el Teatro Colón de Buenos Aires en 1968 interpretando el mismo papel bajo la dirección de Karl Richter. Cantó en el Festival Casals de Puerto Rico en 1960, 1961 y 1963. Hizo giras por la Unión Soviética, Australia y China en 1978 y 1982.
En ópera actuó preferentemente en roles de carácter para mezzosoprano y contralto como Ulrica en Un ballo in maschera, la Bruja de Hänsel und Gretel, Herodías en Salomé y Klytamnestra en Elektra de Richard Strauss, Madame de la Haltière en Cendrillon de Massenet, Madame de Croissy en Dialogues de carmelites de Poulenc, la Condesa en Pikovaya Dama de Chaikovski, Madame Flora en La Medium de Gian Carlo Menotti, Erda en Das Rheingold, Fricka en Die Walküre y Brangaene en Tristán e Isolda de Wagner.
También fue pionera en la difusión y encargo de obras a compositores canadienses como Malcom Forsyth, Donald Steven, Jean Papineau Couture, Harry Freedman y Murray Schäfer. Trabajó con directores de reconocido prestigio como John Barbirolli, Thomas Beecham, Eugene Ormandy, Herbert von Karajan, Fritz Reiner, Malcolm Sargent, Leonard Bernstein, George Szell, Josef Krips, James Levine y Seiji Ozawa, 

## Posiciones y honores
- En 1964  fue proclamada Mujer Canadiense del Año, según una encuesta realizada a editores de periódicos canadienses. [12]
- En 1967 le fue otorgada la Order of Canada, el más alto honor civil del país [10] y ganó el Premio Nacional de Música de la Universidad de Alberta[12]
- En 1968 ganó el Premio Internacional de Música Harriet Cohen.[12]
- En 1972 recibió el Premio Molson[13]
- En 1977 fue nombrada Miembro honorario del Consejo Internacional de Música de forma vitalicia.[12]
- En 1980 recibió el Diploma honorario de la Conferencia Canadiense de las Artes
- En 1981 recibió el Premio del Día de la Música de Canadá [12]
- En 1983 recibió la Medalla del Consejo Canadiense de Música
- En 1986 fue nombrada Miembro vitalicio de la Asociación Canadiense de Actores.
- En 1987 fue incluida en el cuadro de honor de la revista Maclean's[12]
- En 1990 fue nombrada miembro de la Orden de Ontario y recibió el Premio Juno, otorgado por la Academia Canadiense de Artess y Ciencias de la Grabación (CARAS)[14]
- En 1995 recibió el Premio del Royal Bank
- En 2000 recibió una estrella en el Canada's Walk of Fame.[15]
- 2003 - Oficial de la Orden Nacional de Quebec. [16]

Ha sido titular de una treintena de doctorados honoris causa de diversas universidades
- En 1994, la Universidad Wilfrid Laurier, donde fue rectora entre 1986 y 1990, la honró creando las Becas de Música Maureen Forrester y nombrando una de sus salas de recitales en su honor.

- En 2011, Jeunesses Musicales Canadá creó el Premio Maureen Forrester. El premio, que se otorga cada tres años, consiste en una gira de recitales por Canadá.

## Discografía
- Bach, Oratorio de Pascua, Ormandy
- Bach, Matthäus Passion, Janigro
- Beethoven, Missa Solemnis, Ormandy
- Beethoven, Sinfonía n.º 9, Fricsay
- Brahms, Rapsodia para contralto y orquesta, Markevich (DVD)
- Chaikovski, La dama de picas, Ozawa
- Elgar: Sea Pictures, Hoenich
- Gilbert and Sullivan Gala, Tovey
- Gilbert and Sullivan, Iolanthe
- Händel: Arias, Janigro
- Händel: Giulio Cesare, Rudel
- Mahler: Das Lied von der Erde, Reiner
- Mahler: Das Lied von der Erde, Walter
- Mahler: Des Knaben Wunderhorn, Prohaska
- Mahler: Lieder eines fahrenden Gesellen, Munch, BSO 1958
- Mahler: Kindertotenlieder, Munch, BSO, 1958
- Mahler: Sinfonía Nº2, Slatkin
- Mahler: Sinfonía Nº2, Walter
- Mahler: Sinfonía Nº2, Kaplan
- Mahler: Sinfonía Nº3, Mehta
- Mahler: Sinfonía Nº3, Haitink
- Massenet: Cendrillon, Rudel
- Menotti: La Medium, Armenian (DVD)
- Mozart, Requiem, Walter
- Ravel: Schrecker, Wolf, Songs, Armenian
- Verdi: Requiem, Ormandy
- Wagner: Tristan und Isolde, Decker (DVD)
- An Evening with Maureen Forrester and Andrew Davis: Handel, Schubert, Schumann, Mahler
- Maureen Forrester: Grand Dame of Song, CBC, Brahms, Wagner (Wesendonck Lieder), etc
- A legendary voice, compilation CBC.

- Grande Dame of Song (Wagner, Wesendonck Lieder, Brahms, etc)

- The Diva in Winter, the life and times of Maureen Forrester (film)